# يعقوب روميرو
جاكوب روميرو جيبسون (بالإنجليزية: Jacob Romero Gibson)‏ هو ممثل جامايكي، ولد في 11 يوليو 1996 في جامايكا. معروف بدور يوسوب في مسلسل نتفليكس ون بيس (2023).

## روابط خارجية
- جاكوب جيبسون على موقع IMDb (الإنجليزية)
- جاكوب جيبسون على موقع روتن توميتوز (الإنجليزية)
- جاكوب جيبسون على موقع قاعدة بيانات الأفلام العربية
- جاكوب جيبسون على موقع ألو سيني (الفرنسية)
- جاكوب جيبسون على موقع قاعدة بيانات الفيلم (الإنجليزية)
- جاكوب جيبسون على موقع كينوبويسك (الروسية)
- جاكوب جيبسون على موقع ANN person (الإنجليزية)